# Shōyō Tsubouchi
Shōyō Tsubouchi (jap. 坪内逍遥 Tsubouchi Shōyō), właśc. Yūzō Tsubouchi (jap. 坪内雄蔵 Tsubouchi Yūzō; ur. 22 maja 1859 w Ōicie (dzisiejsze Minokamo), zm. 28 lutego 1935 w Atami) – japoński pisarz i krytyk literacki.

## Życiorys
Urodził się pod Nagoyą w rodzinie chłopskiej. Studiował na Uniwersytecie Tokijskim, później został wykładowcą Uniwiersytetu Waseda. Ożenił się z byłą gejszą. Pisał eseje teoretycznoliterackie (Shōsetsu shinzui, 1885), powieści oraz sztuki dla teatrów kabuki i shingeki. Prekursor realizmu w literaturze japońskiej i twórca nowożytnego teatru japońskiego. Pomiędzy 1883 a 1926 rokiem przełożył na język japoński wszystkie sztuki Williama Szekspira. W 1929 roku otrzymał Nagrodę Asahi.